# تحقق
التحقق قيل مرادف للثبوت والكون والوجود. وقيل مرادف للثبوت وأعم من الكون والوجود. والتحقق قسمان: تحقق أصلي، وهو أن يكون التحقق حاصلا لشيء في نفسه قائما به، وتحقق تبعي وهو أن لا يكون حاصلا له بل لما تعلق به على قياس الحركة الذاتية والتبعية.